# Фридберг, Исаак Шаевич
Исаак Шаевич Фридберг (род. 1 января 1947, Вильнюс, СССР) — советский и российский кинорежиссёр, сценарист и писатель. 
Дебютировал в кино как автор сценария к фильму «Гнездо на ветру». После окончания Высших режиссёрских курсов (1981, мастерская Эльдара Рязанова) снял более двадцати картин. Фильмы Исаака Фридберга «Куколка» и «Дорогой Эдисон!» получили награды кинофестивалей. Во второй половине 1990-х годов Фридберг участвовал в качестве сценариста в создании сатирической телепередачи «Куклы», работал как режиссёр радиоспектаклей на Радио России. Автор нескольких художественных произведений.

## Биография
C 1962 года играл в самодеятельном еврейском театре в Вильнюсе. В 1969 году окончил Каунасский политехнический институт с дипломом инженера радиотехники. 

### Дебют в кино. Учёба
Во второй половине 1970-х годов инженер, выпускник Каунасского политехнического института Исаак Фридберг отправил по почте на Таллинскую киностудию своё первое кинопроизведение «Гнездо на ветру», незадолго до этого отклонённое приёмной комиссией сценарного факультета ВГИКа. Собственную работу автор-дебютант подписал чужой фамилией. О том, как складывалась её дальнейшая судьба, Фридберг не знал довольно долго, поскольку вскоре был призван на службу в армию. Через несколько месяцев, прибыв в отпуск, Исаак Шаевич выяснил, что его сценарий утверждён худсоветом студии, фильм «Гнездо на ветру» уже запущен в производство, а руководители «Таллинфильма» спешно ищут неизвестного автора «через адресный стол». Как вспоминал впоследствии Фридберг, продюсеры студии всё-таки успели до сдачи картины подписать с ним договор и включить его настоящую фамилию в титры. Спустя некоторое время она была напечатана в газете «Правда» — в списке призёров и лауреатов кинофестиваля. В 1980 году фильм «Гнездо на ветру» получил награды Всесоюзного кинофестиваля и Международного кинофестиваля в Карловых Варах.
В 1979 году Фридберг поступил на Высшие режиссёрские курсы (мастерская комедийного фильма, руководитель Эльдар Рязанов). По утверждению сокурсника Фридберга — Юрия Мамина, — «это были лучшие годы в истории курсов». Несмотря на определённое давление, оказываемое на будущих режиссёров посещающими занятия чиновниками Госкино СССР, сам процесс обучения строился с установкой на свободомыслие. Лекции слушателям курсов читали историки Натан Эйдельман и Лев Гумилёв, философ Мераб Мамардашвили, режиссёр Андрей Тарковский, для которого это был первый опыт преподавательской деятельности. Сам Рязанов позже признавался, что видя, как на экран одна за другой выходят картины его студентов — Мамина, Дыховичного, Фридберга, — он испытывал «приятное чувство „отцовства“».

### Режиссёрская деятельность. Критика
При анализе творчества Фридберга критик Денис Горелов отметил, что историки могли бы использовать его работы в качестве пособия, иллюстрирующего ключевые вехи перестроечного кино, потому что в фильмах этого режиссёра артикулированы основные жанровые поиски, присущие картинам «смутного времени». Так, одним из главных лозунгов перестройки было ускорение, и этот посыл воплотился в ленте Фридберга «Дорогой Эдисон!» (1986), повествующей о драматической судьбе новатора, рискнувшего пойти против системы. Фильм стал поводом для обсуждения в прессе, причём в дискуссиях участвовали не только киноведческие, но и общественно-политические издания — такие, как «Правда» и «Известия».
В число актуальных тем, разрабатываемых перестроечным кинематографом, входили молодёжные проблемы. В этой связи большой общественный резонанс вызвал фильм Фридберга «Куколка» (1988). Инициатором полемики стал Ролан Быков — руководитель творческого объединения «Юность», под эгидой которого снималась картина. Быков резко выступил против присутствия в «Куколке» постельной сцены с участием учительницы и школьника (сам эпизод, по оценке критика Андрея Ковалёва, выглядел «сумеречным, неловким и асексуальным»). В полемику включились не только печатные СМИ, но и телепередачи (например, публицистическая программа «Пятое колесо»). Среди тех, кто защищал работу Фридберга, был его наставник Эльдар Рязанов, писавший, что «Куколка» — это «фильм жёсткий, правдивый, мастерский». Тематически и стилистически картина перекликалась с вышедшей в том же 1988 году кинодрамой Рязанова «Дорогая Елена Сергеевна»; как отмечали исследователи, герои обеих лент «вот-вот войдут во взрослый мир, который сам болезненно переживает переход на капиталистические рельсы». Спустя десятилетия обозреватель журнала «Искусство кино» Сергей Цыркун расценил картину Фридберга как некую пародию на ленты эпохи соцреализма: если в них превалировала «борьба хорошего с лучшим», то в «Куколке» обнаруживался «конфликт плохого с худшим».
Ещё одним откликом на перестроечные и постперестроечные тренды стал фильм Фридберга «Прогулка по эшафоту», в котором доминировала «знойная мистическая эротика». По словам Дениса Горелова, картина, в которой участвовали Ольга Дроздова и Дмитрий Певцов, «на кинорынках шла на ура». В целом фильмография Фридберга представлена более чем двадцатью работами. «Куколка» участвовала в программе Берлинского кинофестиваля (1989) и была удостоена призов ЮНИСЕФ и СИФЕЖ. Эта же лента получила главный приз на Всесоюзном кинофестивале спортивных фильмов (Львов, 1990). Картина «Дорогой Эдисон!» была отмечена специальным призом жюри «За остроту постановки нравственных проблем» на Всесоюзном телевизионном фестивале (1987).

### Работа на радио и телевидении. Литературная деятельность
Во второй половине 1990-х годов Исаак Фридберг расширил сферу творческой деятельности. В качестве сценариста он участвовал в создании телевизионной программы «Куклы» (причём в написанных им сюжетах опять-таки присутствовали остросоциальные перестроечные мотивы); как режиссёр работал над радиоспектаклями, выходившими в эфире Радио России, — речь идёт о таких постановках, как «Арена», «Сиртаки», «Ромул Великий» и т. д. Кроме того, Фридберг занимается литературной деятельностью, он написал несколько повестей и рассказов, а также мистическую комедию «Дура, это любовь!» и (совместно с Юлием Гусманом) пьесу «Танцы с учителем».

## Фильмография
- «Долгое путешествие к морю» (1976) — автор сценария (совместно с Григорием Кановичем)
- «Гнездо на ветру» (1979) — автор сценария (совместно с Григорием Кановичем)
- «Лесные фиалки» (1980) — автор сценария (совместно с Григорием Кановичем)
- «Пожелай мне нелётной погоды» (1980) — автор сценария (совместно с Григорием Кановичем)
- «Свадебное путешествие» (1982) — сценарист, режиссёр
- «Столкновение» (1984) — сценарист, режиссёр (по мотивам романа Миколаса Слуцкиса «На исходе дня»)[1]
- «Дорогой Эдисон!» (1986) — сценарист, режиссёр
- «Ночные шёпоты» (1986) — сценарист, режиссёр
- «Куколка» (1988) — режиссёр
- «Прогулка по эшафоту» (1992) — сценарист, режиссёр
- «Азбука любви» (1993) — автор сценария (совместно с Ириной Закатовой), режиссёр (совместно с Надеждой Марусаловой)
- «Художники еврейской диаспоры. Россия. XX век» (1994) — режиссёр
- «Репортаж из центра вселенной» (1996) — режиссёр (совместно с Томасом Колесниченко)
- «Истина — в вине!» (1997) — режиссёр
- «Коктейль имени Александра III» (1997) — режиссёр
- «Купите девочку к Новому году!» (1997) — сценарист, режиссёр
- «Курортный романс» (1997) — режиссёр
- «Декорация к воображаемой пьесе» (1998) — сценарист (совместно с Евгением Митько), режиссёр
- «Чудо после победы» — режиссёр
- «Леди-босс» (2001) — режиссёр
- «Русские амазонки» (2003) — автор идеи, режиссёр
- «Команда „01“. Огнеборцы» (2003) — режиссёр[11]

## Награды
- «Дорогой Эдисон!» — специальный приз жюри «За остроту постановки нравственных проблем» (Всесоюзный телефестиваль, 1987)[11]
- «Куколка» — призы ЮНИСЕФ и СИФЕЖ (Берлинский кинофестиваль, 1989)[10]
- «Куколка» — главный приз (Всесоюзный кинофестиваль спортивных фильмов во Львове, 1990)[11]